# Sol (moeda)
O sol (plural em castelhano: soles; plural em português: sóis) é a unidade monetária (moeda) do Peru. O nuevo sol ou novo sol entrou em circulação em 1991 para substituir o altamente inflacionado inti, que o país tinha adotado em meados do ano de 1985, já que o antigo sol estava hiper-inflacionado — sem qualquer possibilidade de uso. O código monetário ISO 4217 é PEN (o sol antigo tinha o código PEH, e o inti, o código PEI). O nome deriva, por um lado, da divindade solar, como símbolo de poder — referência que já existia no nome do inti, pois esse era o nome do deus do Sol dos Incas — e, por outro, pela confusão que terá sido feita em relação à antiga moeda latina soldo, cujo nome poderá ter levado a crer que existia alguma relação com o Sol-astro. Peru tem uma economia parcialmente "dolarizada", onde 70% da liquidez do sistema bancário tem sido em dólares americanos. A maioria dos salários e bens de comércio estão em sóis mas as empresas, e as pessoas escolhem emprestar e poupar em dólares americanos. Devido ao efeito da inflação e instabilidade da moeda muitos bens, como carros, são vendidos em dólares. Esta dolarização estrangula a economia, porque qualquer depreciação da moeda ou qualquer choque macroeconômico, que realmente produz, aumenta o valor das dívidas e é recessiva.
Com aprovação da norma (lei n°30381) votada pelo Congresso peruano (Congreso de la República), com o intuito de "facilitar as operações econômicas", e adaptá-las a realidade da República do Peru. A unidade monetária  Nuevo Sol (S/.)  reverte para simplesmente Sol (S/). A lei para mudança de nome entrou em vigor 15 de dezembro de 2015.
Durante o ano de 2016, a unidade monetária do Peru poderá usar o nome do Nuevo Sol ou Sol e seus respectivos símbolos (S/. ou S/ ).
O Banco de Central de Reserva del Perú (BCRP) determinou que a partir do ano 2018 a unidade monetária em circulação será apenas com nome Sol (S/).

## História econômica
Após a independência, devido a uma grave crise econômica o Peru continuou a usar o peso espanhol. Após uma década de guerra civil e estagnação econômica o dólar da Bolívia passou a ser usado. Devido a uma guerra entre Peru e a Bolívia, este último país suspendeu o envio de dólares para o Peru, bem como a concessão de empréstimos para apoiar a fraca economia peruana.
Em 1863, depois de quatro décadas de independência, foi criada uma moeda diferente do peso espanhol boliviano ou dólar. A moeda nacional é chamado de sol. Mas o sol era uma moeda fraca, e a sua adoção por parte da população fracassou, tendo continuado o uso de moedas estrangeiras. Em 1869, após nova crise econômica, foi criada uma nova moeda chamada popularmente sol de ouro (sol do oro).
Depois da guerra com o Chile, o Estado peruano permaneceu fortemente endividado. Devido a cinco décadas de estagnação econômica, inflação alta e extrema pobreza, o país estava falido e não podia arcar com os pagamentos a seus credores. Para pagar suas dívidas começou a emitir bilhetes de forma incontrolável, fazendo com que a inflação se tornasse grave, tendo-se seguido múltiplas desvalorizações. Em 1890, o Peru deixou de ter uma moeda, sendo usados o dólar, o peso boliviano ou o argentino. Em 1893, o inca foi adotado como na nova moeda, mas fracassou novamente. Em 1897, o Peru adotou como moeda de libra de ouro, o equivalente a 10 000 incas.[carece de fontes?]
Pelo Decreto Lei n.º 7126, de abril de 1931, a moeda foi novamente alterada. A libra de ouro foi substituída pelo sol dourado. A taxa  foi desvalorizado várias vezes. Depois de 10 anos, os bancos e corporações pararam de aceitar o sol dourado por causa de seu valor, e adotaram novamente como moeda o peso argentino, mais forte e mais estável. Em 1953 começou a primeira hiperinflação do Peru: os preços subiram acima de quatro dígitos por 5 anos. Em 1955, o sol dourado foi desvalorizado em 578%, e em 1956 em 1351%. Em 1958, para combater a hiperinflação foi introduzido o sol de prata (sol de plata), substituindo o sol dourado. Em meados dos anos 1960, o Peru parou de pagar as suas dívidas à Bélgica, Estados Unidos e Argentina.[carece de fontes?]
Em 1972, devido à inflação, o governo introduziu uma nova estratégia monetária, que foi acompanhada por um plano econômico fraco e malquisto pelos mercados. O sol de prata foi revogado com o objetivo de combater a inflação. Os resultados  foram catastróficos.
O inti tornou-se, então, a moeda legal do Peru, a partir de 1 de fevereiro de 1985, quando substituiu o sol de ouro, e até 1991, quando foi substituído pelo novo sol. Esta moeda foi desvalorizada acentuadamente ao longo dos anos. Enquanto que em 1985, o inti equivalia a 1 000 sóis de ouro, em 1991, o novo sol correspondia a 1 000 000 intis. Por essa razão, vários projetos de lei e cheques foram emitidos e o uso de moedas foi interrompido. As primeiras notas foram 10, 50 e 100 intis. Devido à desvalorização constante e hiperinflação da economia peruana, notas de denominação superior tiveram de ser emitidas. Em 1989, foram introduzidas notas de 100 000 intis. No início de 1990, havia notas de 10 e 50 milhões de intis.
O nuevo sol ou novo sol entrou em circulação em 1991 para substituir o altamente inflacionado inti, que o país tinha adotado em meados do ano de 1985, já que o antigo sol estava hiper-inflacionado — sem qualquer possibilidade de uso. Em 2012, 73% das empresas deixaram de exportar devido a situação interna difícil que atravessa o Peru. As dificuldades encontradas na economia são muitas, acrescidas da instabilidade da taxa de câmbio, a qual reduz a competitividade no comércio exterior. O ex-ministro da Economia e Finanças, Pedro Pablo Kuczynski, alertou para o perigo que uma desvalorização excessiva do novo sol acarretaria. O Peru teve uma desvalorização de 10% e 11 % em apenas 8 semanas, o que enfraqueceu ainda mais a moeda.
- 1 novo sol = 100 cêntimos

Moedas em circulação: 1, 5, 10, 20, e 50 cêntimos; 1, 2, e 5 novos sóis.
Notas em circulação: 10, 20, 50, 100, e 200 novos sóis.